# Dar Rati
Dar Rati (en árabe: دار الراطي‎, en francés: Dar Rati) es una localidad marroquí perteneciente al municipio de Zarora, en la región de Tánger-Tetuán-Alhucemas. Desde 1912 hasta 1956 perteneció a la zona norte del Protectorado español de Marruecos.